# Arcediano
Arcediano ist eine sehr kleine zentralspanische Gemeinde (municipio) in der Provinz Salamanca in der Autonomen Gemeinschaft Kastilien-León. Seit der zweiten Hälfte des 20. Jahrhunderts hat sie wie viele Gemeinden der Region einen Bevölkerungsrückgang erlebt. Nachdem im Jahr 1950 noch 315 Einwohner in ihr gelebt hatten, hatte sie im Jahr 2024 noch 96 Einwohner.

## Bevölkerungsentwicklung
| Jahr      | 1900 | 1950 | 1960 | 1970 | 1981 | 1991 | 2000 | 2018 |
| Einwohner | 405  | 315  | 313  | 215  | 155  | 82   | 118  | 102  |

## Sehenswürdigkeiten
- Michaeliskirche (Iglesia San Miguel Arcángel)